# Belle (affluent de la Nizonne)
Pour les articles homonymes, voir Belle (ruisseau) et Belle.
Pour les articles ayant des titres homophones, voir Bel (homonymie) et Bell.
La Belle est un ruisseau français des départements de la Dordogne et de la Charente, affluent de la Nizonne et sous-affluent de la Dordogne par la Dronne et l'Isle.

## Hydronymie
Le nom de la Belle pourrait dériver de l’occitan bella (aiga) « belle (eau) » ou être une altération de « Berle », nom partagé par plusieurs cours d’eau des Landes, correspondant à la plante qui y pousse.

## Géographie

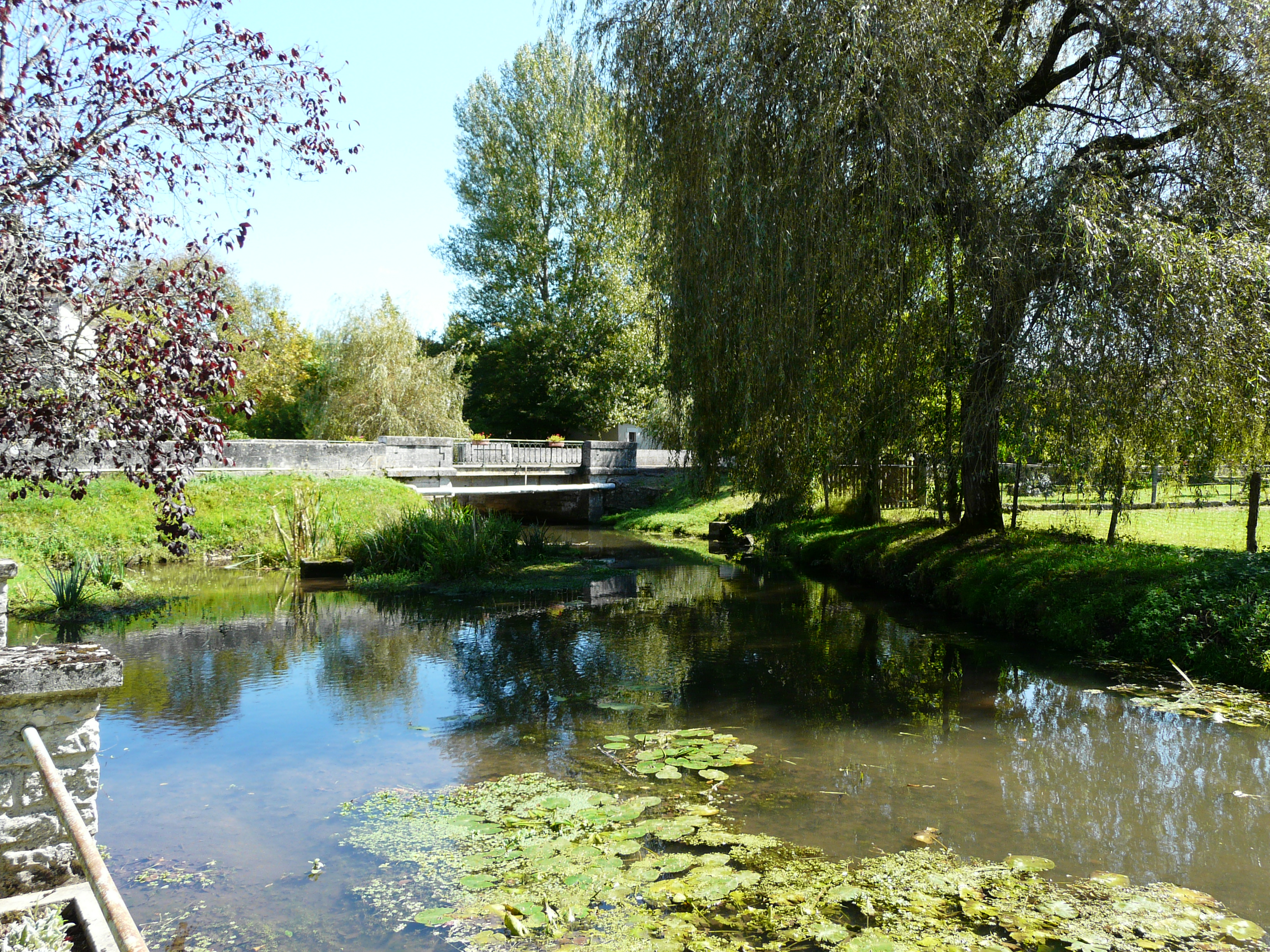
La Belle à Vieux-Mareuil, vue prise vers l’amont.

Alors que le Sandre indique que la Belle nait au niveau du Grand Étang de Pontarnaud, sur le territoire de l’ancienne commune de Monsec, commune nouvelle de Mareuil en Périgord, le Géoportail indique sa source à plus d’un kilomètre au nord-ouest, au nord du lieu-dit les Minières. Selon cette dernière donnée, la Belle prendrait sa source à 202 mètres d'altitude dans le quart nord-ouest du département de la Dordogne, sur le territoire de l’ancienne commune de Monsec, à plus de deux kilomètres au nord-est du bourg
Elle passe sous la route départementale (RD) 939 et coule en contrebas du bourg de Monsec et, un kilomètre et demi plus loin, repasse sous la RD 939. Elle reçoit en rive droite son principal affluent, le ruisseau de l’Étang Rompu, et arrose ensuite le bourg de Vieux-Mareuil, où elle est franchie par la RD 93. Elle est de nouveau franchie par la RD 939 à l’est du bourg de Mareuil, passe sous la route départementale RD 708 puis de nouveau sous la RD 939 au nord-ouest de Mareuil.
À l'est du bourg de La Rochebeaucourt, elle rejoint en rive gauche la Nizonne, rivière qui fait la limite départementale avec la Charente. Juste avant cette confluence, elle est limitrophe sur environ 250 mètres du département de la Charente, commune de Combiers.
De direction générale sud-est vers nord-ouest, la Belle est longue de 15,59 km selon le Sandre.

### Communes et départements traversés
À l'intérieur des départements de la Dordogne et la Charente, la Belle arrose quatre communes, soit d'amont vers l'aval : Mareuil en Périgord — anciennes communes de Monsec (source), Vieux-Mareuil et Mareuil —, Sainte-Croix-de-Mareuil, La Rochebeaucourt-et-Argentine (confluence avec la Nizonne) et Combiers (confluence avec la Nizonne).

### Affluents et nombre de Strahler
Parmi les quatre affluents répertoriés par le Sandre, le principal — et le seul qui ait un nom — est le ruisseau de l’Étang Rompu long de 5,1 km, en rive droite.
Trois de ses affluents ayant eux-mêmes chacun un affluent et aucun sous-affluent, le nombre de Strahler de la Belle est donc de trois.

### Bassin versant
Le bassin versant de la Belle s'étend sur 73 km2.
Il est constitué d'une zone hydrographique : « La Belle », et en tangente deux autres à sa confluence avec la Nizonne : « La Lizonne de sa source au confluent de la Belle (incluse) » et « La Lizonne du confluent de la Belle au confluent du Voultron) » au sein du bassin DCE beaucoup plus étendu « La Garonne, l'Adour, la Dordogne, la Charente et les cours d'eau côtiers charentais et aquitains ».
Outre les communes ou anciennes communes irriguées par la Belle, son bassin concerne également les territoires de La Chapelle-Montabourlet, sur environ 2 km2 au nord du bourg et à l’est de la RD 99 et de Saint-Félix-de-Bourdeilles, très marginalement au niveau de la RD 84, ainsi que celui de trois anciennes communes intégrées à Mareuil en Périgord : Léguillac-de-Cercles (au niveau de la Cavaille, au sud de la RD 100E2), Champeaux-et-la-Chapelle-Pommier  et Saint-Sulpice-de-Mareuil, ces deux derniers territoires de façon très minime.

## Hydrologie

### La Belle à Mareuil
La Belle est un cours d'eau peu abondant et irrégulier. Son débit a été observé sur une période de 50 ans (1972-2021), à la station hydrologique à Mareuil, sur la route menant au lieu-dit les Maines, située environ cinq kilomètres avant sa confluence avec la Nizonne. La superficie du bassin versant du ruisseau y est de 40 km2, soit 55 % du bassin total, alors que parmi ses quatre affluents répertoriés, la Belle n’a été rejointe que par le ruisseau de l’Étang Rompu.
Sur cette période et en ce lieu, le module, ou débit moyen interannuel, de la Belle est de 0,312 m3/s.
La Belle présente des fluctuations saisonnières de débit marquées. Les hautes eaux se déroulent en hiver et au début du printemps, et se caractérisent par des débits mensuels allant de 0,355 à 0,629 m3/s, de décembre à mai inclus (avec un maximum en février). Les basses eaux ont lieu en été, de juin à novembre, entraînant une baisse du débit moyen mensuel allant jusqu'à 0,061 m3/s au mois de septembre. Mais les fluctuations peuvent s’avérer plus prononcées sur de plus courtes périodes, ou encore selon les années.

### Étiage ou basses eaux
À l'étiage, le VCN3 peut chuter jusque 0,009 m3/s, en cas de période quinquennale sèche, soit 9 litres par seconde, ce qui est très sévère puisque cela représente moins de 3 % du module.

### Crues

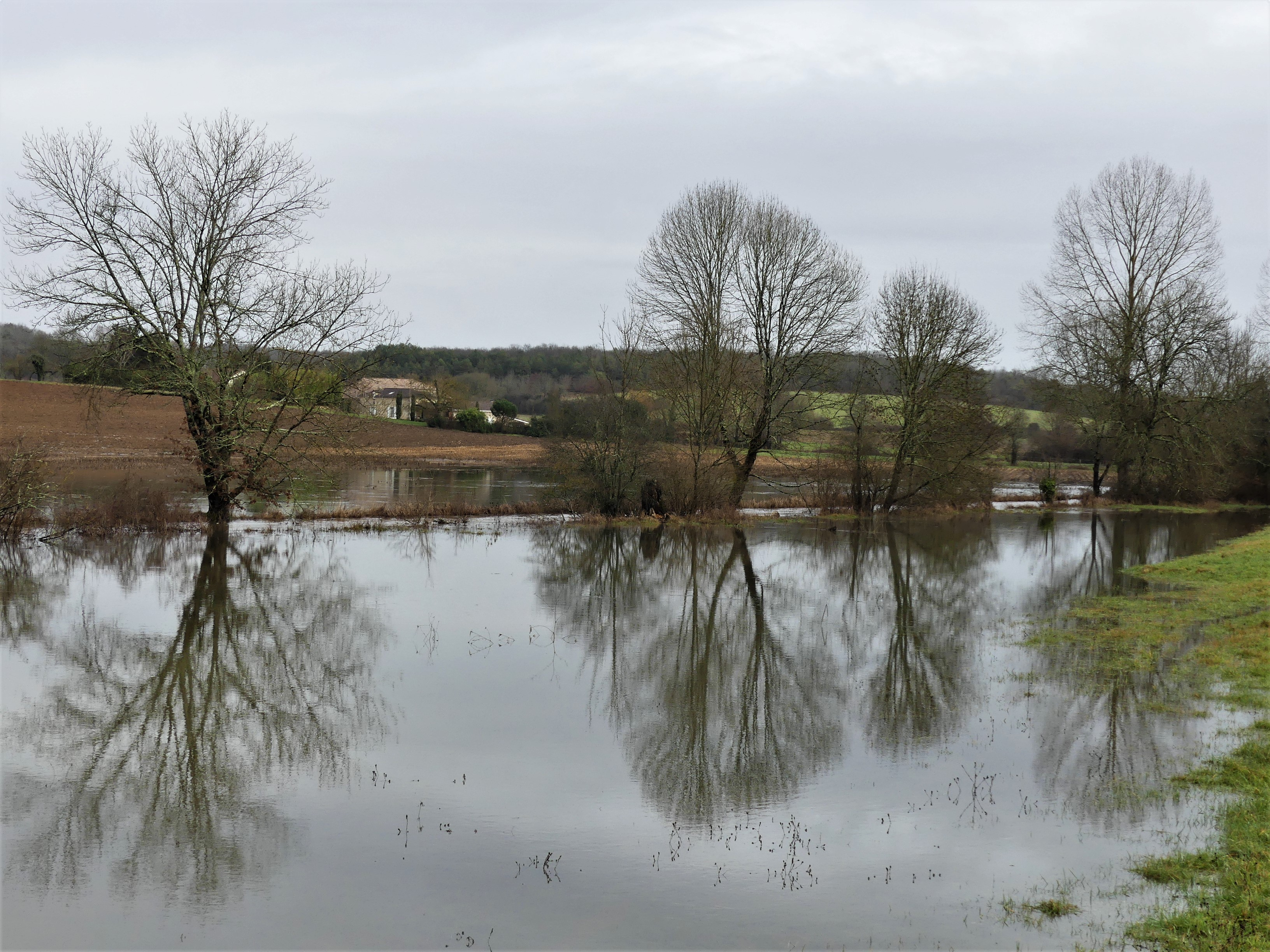
La Belle en crue à Mareuil, au niveau de la RD 939, en février 2021.

L’importance des crues se traduit par des QIX 2 et QIX 5 relativement faibles qui valent respectivement 3,2 et 5 m3/s. Le QIX 10 est de 6,3 m3/s et le QIX 20 de 7,5 m3/s. Quant au QIX 50, il se monte à 9 m3/s.
Durant la période 1972-2021, le débit journalier maximal enregistré à la station de Mareuil a été de 8,99 m3/s le 26 avril 1986 à 17 h 54, tandis que la valeur journalière maximale était de 5,99 m3/s le lendemain. Si l'on compare la première de ces valeurs à l'échelle des QIX du ruisseau, on constate que cette crue était d’ordre cinquantennal.

### Lame d'eau et débit spécifique
La Belle est un ruisseau assez peu abondant. La lame d'eau écoulée dans son bassin est de 247 millimètres par an, ce qui est très nettement inférieur à la moyenne du bassin versant de la Dordogne (516 millimètres). Le débit spécifique du ruisseau (ou Qsp) se monte dès lors à 7,8 litres par seconde et par kilomètre carré de bassin.

## Environnement

### Parc naturel
Depuis sa source jusqu'à sa confluence avec la Nizonne, la Belle s'écoule à l'intérieur du parc naturel régional Périgord-Limousin, hormis sur le territoire de l'ancienne commune  de Mareuil.

### ZNIEFF
Sur la quasi-totalité de son cours, la vallée de la Belle, principalement composée de milieux humides (« bas-marais alcalins, prairies humides, cladiaies »), est une zone naturelle d'intérêt écologique, faunistique et floristique (ZNIEFF) de type I où s'est implantée une flore spécifique,.
Deux espèces déterminantes y ont été répertoriées : un animal, le Vison d'Europe (Mustela lutreola), et une plante, la Fritillaire pintade (Fritillaria meleagris).
D’autres espèces animales ou végétales y ont été recensées : deux mammifères, douze poissons et 26 espèces de plantes.
Cette ZNIEFF est incluse dans une autre ZNIEFF de type II plus étendue « Vallée de la Nizonne » concernant les vallées de la Nizonne, de la Belle et de la Pude, ainsi que certains de leurs affluents et certains coteaux qui les bordent,.
La faune de cette ZNIEFF est constituée d'environ 250 espèces dont trente sont considérées comme déterminantes :
- vingt mammifères, dont la Loutre d'Europe (Lutra lutra), le Vison d'Europe (Mustela lutreola) et dix-huit espèces de chauves-souris : la Barbastelle d'Europe (Barbastella barbastellus), le Grand murin (Myotis myotis), le Grand rhinolophe (Rhinolophus ferrumequinum), le Minioptère de Schreibers (Miniopterus schreibersii), le Murin à moustaches (Myotis mystacinus), le Murin à oreilles échancrées (Myotis emarginatus), le Murin de Bechstein (Myotis bechsteinii), le Murin de Daubenton (Myotis daubentonii), le Murin de Natterer (Myotis nattereri), la Noctule commune (Nyctalus noctula), la Noctule de Leisler (Nyctalus leisleri), l'Oreillard gris (Plecotus austriacus), l'Oreillard roux (Plecotus auritus), le Petit murin (Myotis blythii), le Petit rhinolophe (Rhinolophus hipposideros), la Pipistrelle de Kuhl (Pipistrellus kuhlii), la Pipistrelle de Nathusius (Pipistrellus nathusii) et la Sérotine commune (Eptesicus serotinus) ;
- sept insectes dont quatre papillons : l'Azuré de la croisette (Phengaris rebeli), l'Azuré de la sanguisorbe (Phengaris teleius), le Cuivré des marais (Lycaena dispar), le Fadet des laîches (Coenonympha oedippus), et trois libellules : l'Agrion de Mercure (Coenagrion mercuriale), la Cordulie à corps fin (Oxygastra curtisii) et le Gomphe de Graslin (Gomphus graslinii) ;
- deux amphibiens, la Rainette verte (Hyla arborea) et le Triton marbré (Triturus marmoratus) ;
- un reptile : la Cistude d'Europe (Emys orbicularis).

Sa flore est également riche de plus de deux cents espèces de plantes, dont neuf sont considérées comme déterminantes : la Fritillaire pintade (Fritillaria meleagris), la Gentiane des marais (Gentiana pneumonanthe), l'Hélianthème blanc (Helianthemum canum), l'Orchis à fleurs lâches (Anacamptis laxiflora), l'Orpin de Nice (Sedum sediforme), le Pigamon jaune (Thalictrum flavum), la Sabline des chaumes (Arenaria controversa), le Scirpe des bois (Scirpus sylvaticus) et l'Utriculaire citrine (Utricularia australis).
Sur les territoires de Mareuil et Vieux-Mareuil, un autre ZNIEFF de type I « Coteaux calcaires des bords de la Nizonne et de la Belle » présente des pelouses calcaires, morcelées sur une vingtaine de petits sites, où s'épanouissent plus de 160 espèces de plantes dont plusieurs sont considérées comme déterminantes : la Cardoncelle (Carduncellus mitissimus), l'Euphorbe de Séguier (Euphorbia seguieriana), le Fumana à tiges retombantes (Fumana procumbens), l'Hélianthème blanc (Helianthemum canum), la Laîche humble (Carex humilis), l'Orpin de Nice (Sedum sediforme), la Sabline des chaumes  (Arenaria controversa) et le Thésium couché (Thesium humifusum), et dix-huit espèces d'orchidées terrestres : la Céphalanthère rouge Cephalanthera rubra, l'Homme-pendu (Orchis anthropophora), le Limodore à feuilles avortées (Limodorum abortivum), la Listère à feuilles ovales (Neottia ovata), l'Orchis bouc (Himantoglossum hircinum), l'Orchis bouffon (Anacamptis morio), l'Orchis brûlé (Neotinea ustulata), l'Orchis guerrier (Orchis militaris), l'Orchis mâle (Orchis mascula), l'Orchis moucheron (Gymnadenia conopsea), l'Orchis pyramidal (Anacamptis pyramidalis), l'Orchis pourpre (Orchis purpurea), l'Ophrys abeille (Ophrys apifera), l'Ophrys araignée (Ophrys sphegodes), l'Ophrys bourdon (Ophrys fuciflora), l'Ophrys brun (Ophrys fusca), l'Ophrys mouche (Ophrys insectifera) et la Platanthère à fleurs verdâtres (Platanthera chlorantha). Sur Beaussac, l'ensemble des coteaux de la Nizonne et du ruisseau de Beaussac concernés par cette ZNIEFF s'étend sur environ deux kilomètres carrés d'un seul tenant, à leur confluence.

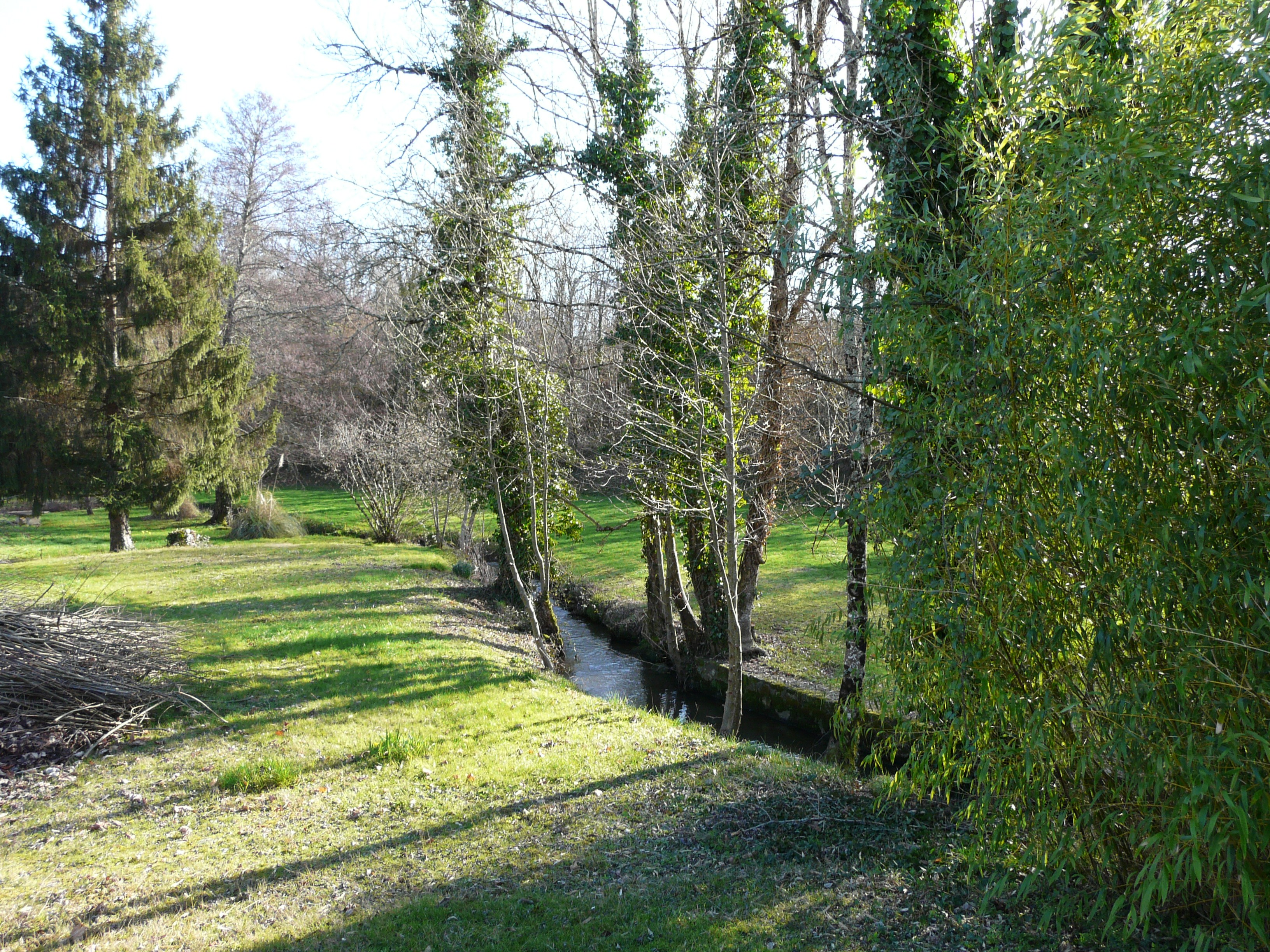
À Monsec, vue prise vers l’amont.
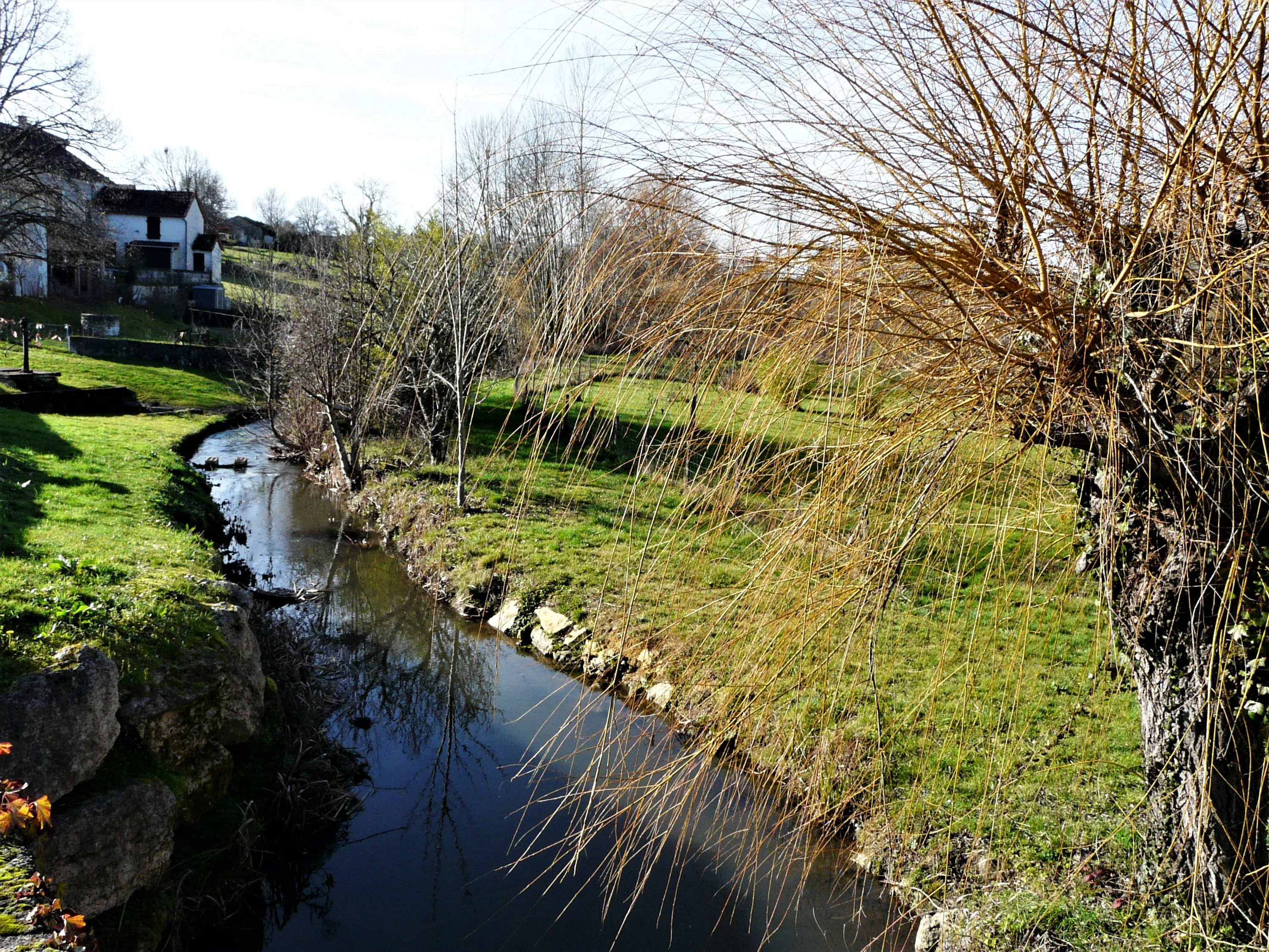
À Monsec, vue prise vers l’aval.

### Natura 2000
Les cinq derniers kilomètres de la vallée de la Belle, avant sa confluence avec la Nizonne, font partie d'une zone du réseau Natura 2000 portant également le nom de « Vallée de la Nizonne » avec vingt espèces animales inscrites à l'annexe II de la directive 92/43/CEE de l'Union européenne :
- sept insectes : l'Agrion de Mercure (Coenagrion mercuriale), l'Azuré de la sanguisorbe (Phengaris teleius), la Cordulie à corps fin (Oxygastra curtisii), le Cuivré des marais (Lycaena dispar), le Damier de la succise (Euphydryas aurinia), le Fadet des laîches (Coenonympha oedippus) et le Gomphe de Graslin (Gomphus graslinii) ;
- dix mammifères : la Loutre d'Europe (Lutra lutra), le Vison d'Europe (Mustela lutreola), et huit chauves-souris : la Barbastelle d'Europe (Barbastella barbastellus), le Grand murin (Myotis myotis), le Grand rhinolophe (Rhinolophus ferrumequinum), le Minioptère de Schreibers (Miniopterus schreibersii), le Murin à oreilles échancrées (Myotis emarginatus), le Murin de Bechstein (Myotis bechsteinii), le Petit murin (Myotis blythii) et le Petit rhinolophe (Rhinolophus hipposideros) ;
- deux poissons : le Chabot fluviatile (Cottus perifretum) et la Lamproie de Planer (Lampetra  planeri) ;
- un reptile : la Cistude (Emys orbicularis).

## Monuments ou sites remarquables à proximité
- L'église Notre-Dame-de-la-Nativité, du XVIe siècle, à Monsec[16] ;
- à Vieux-Mareuil :
  - le château de Chanet, bâti du XVe au XVIIe siècle[17],
  - l'église Saint-Pierre-ès-Liens, église fortifiée des XIIe et XIVe siècles[18] ;
- Le château de Mareuil à Mareuil du XVIe siècle, place forte de l’une des quatre baronnies du Périgord[19].

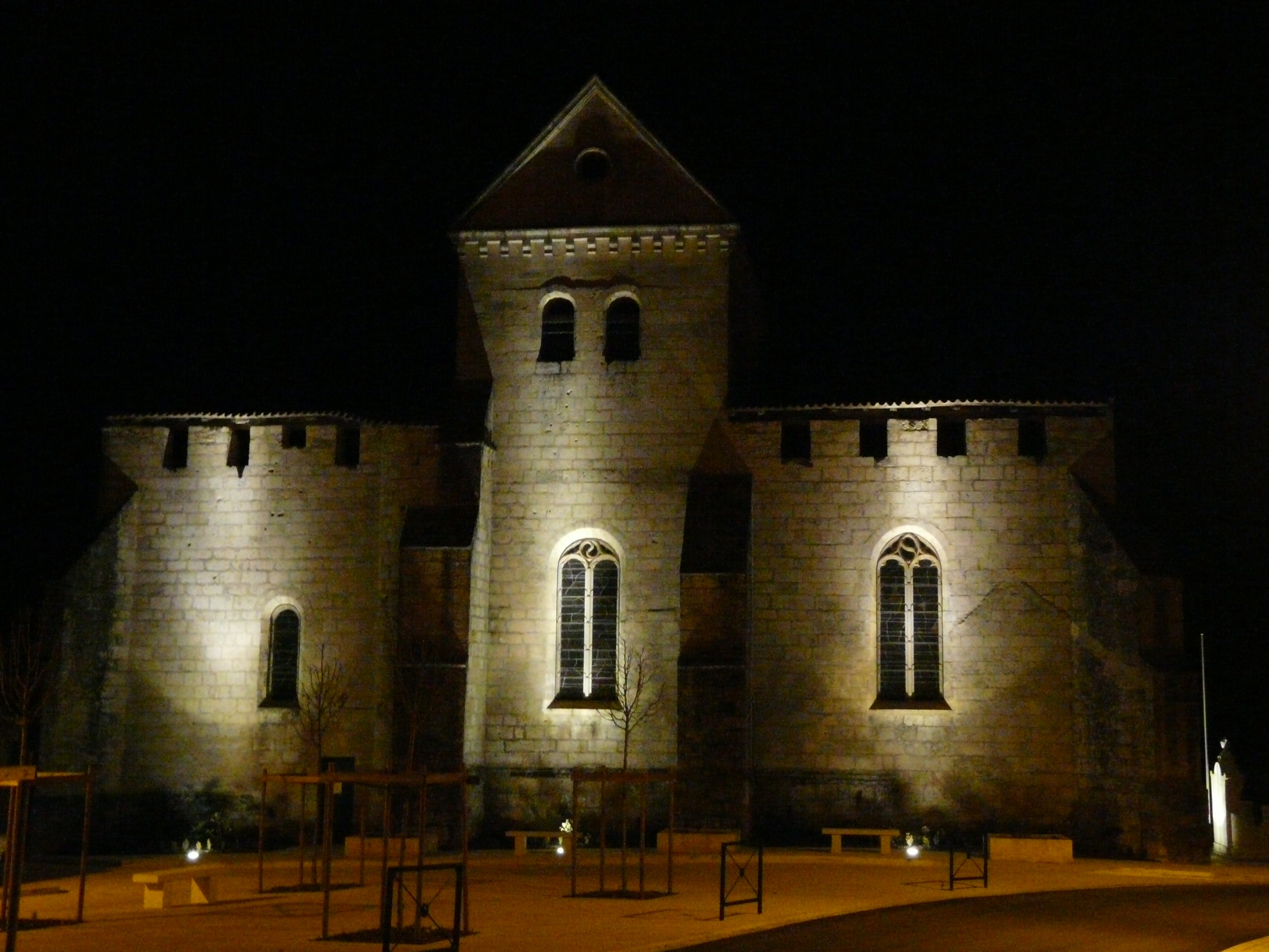
L’église Notre-Dame-de-la-Nativité de Monsec, de nuit.
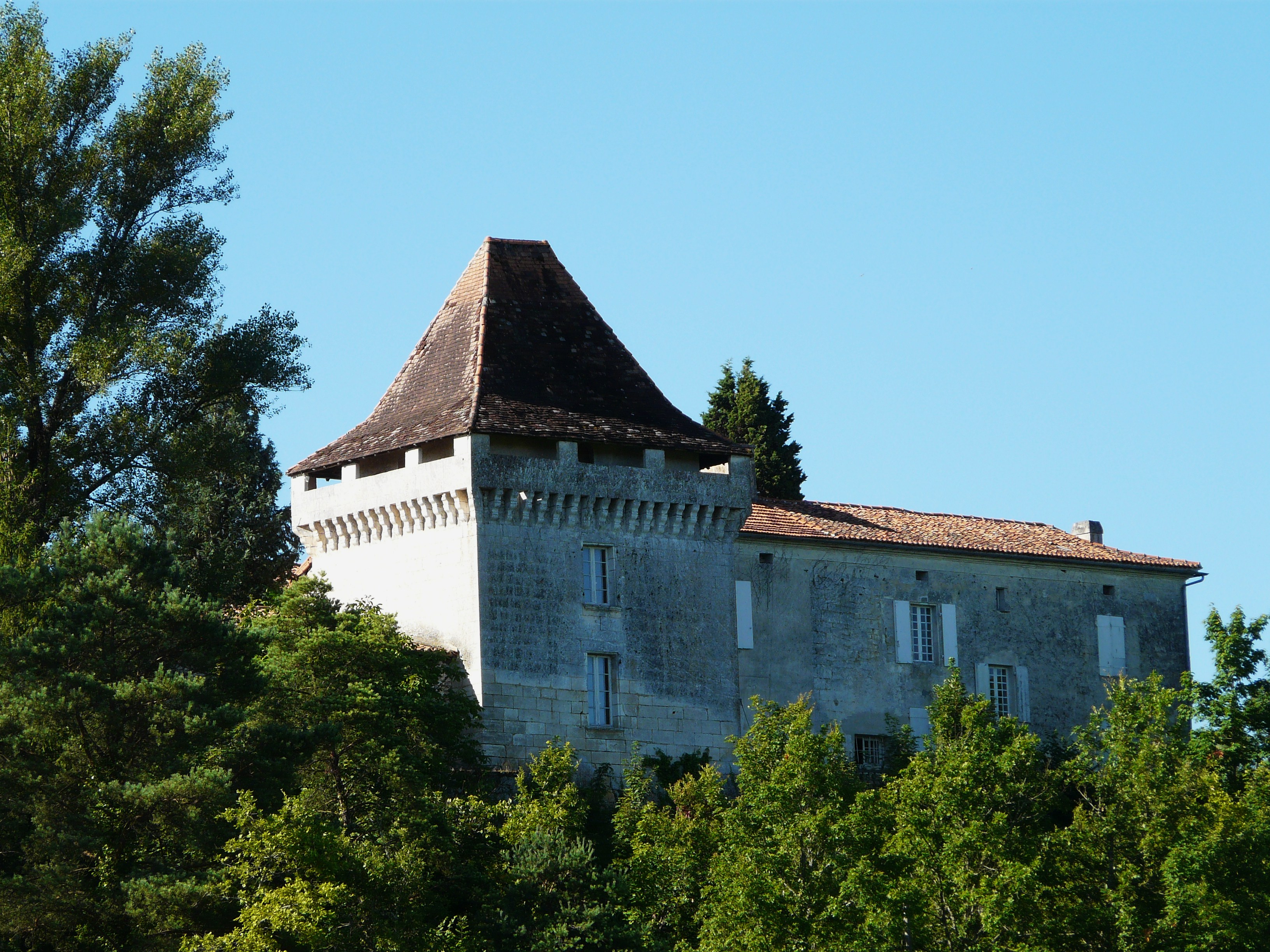
Le château de Chanet.
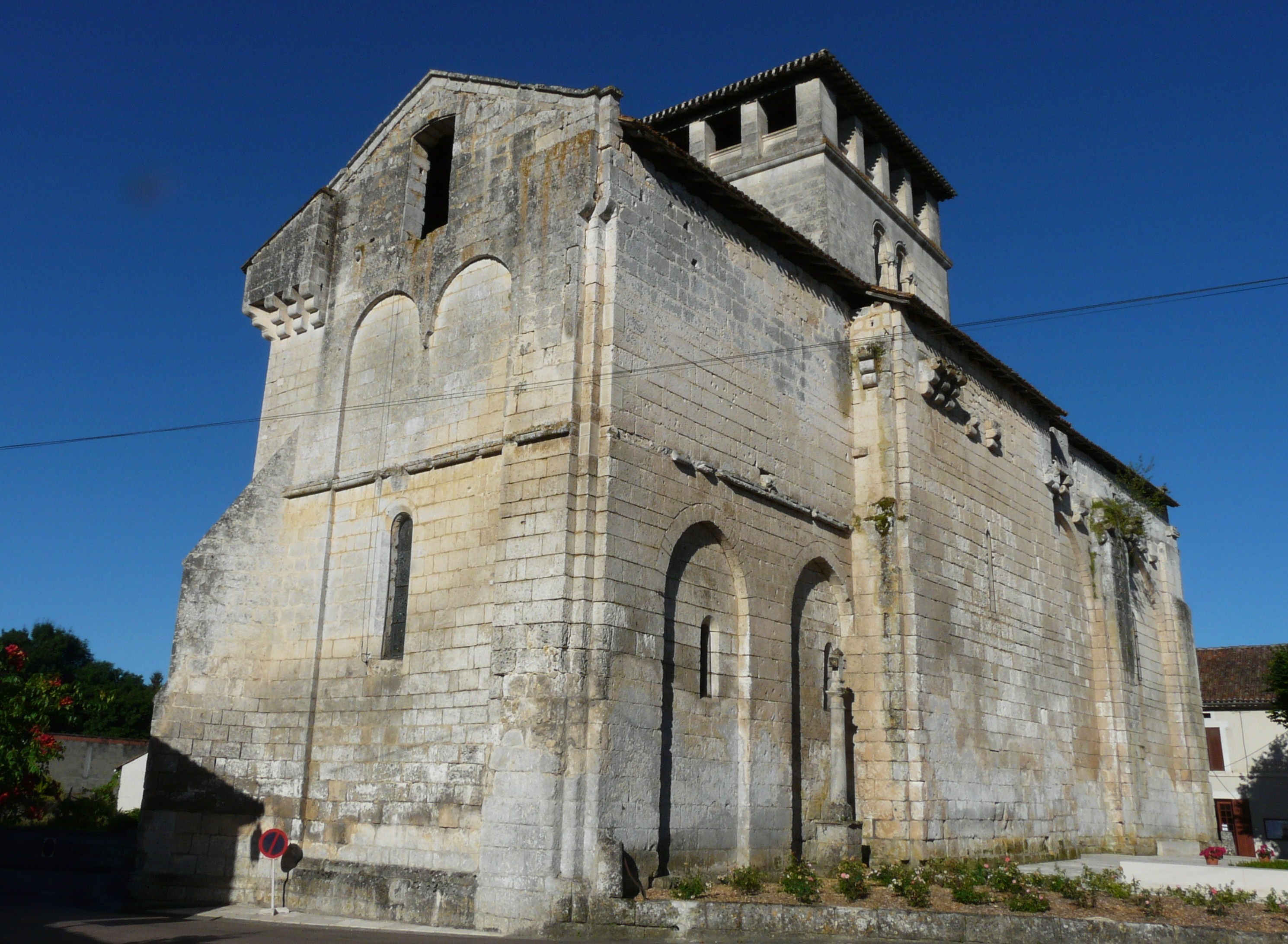
L’église Saint-Pierre-ès-Liens de Vieux-Mareuil.
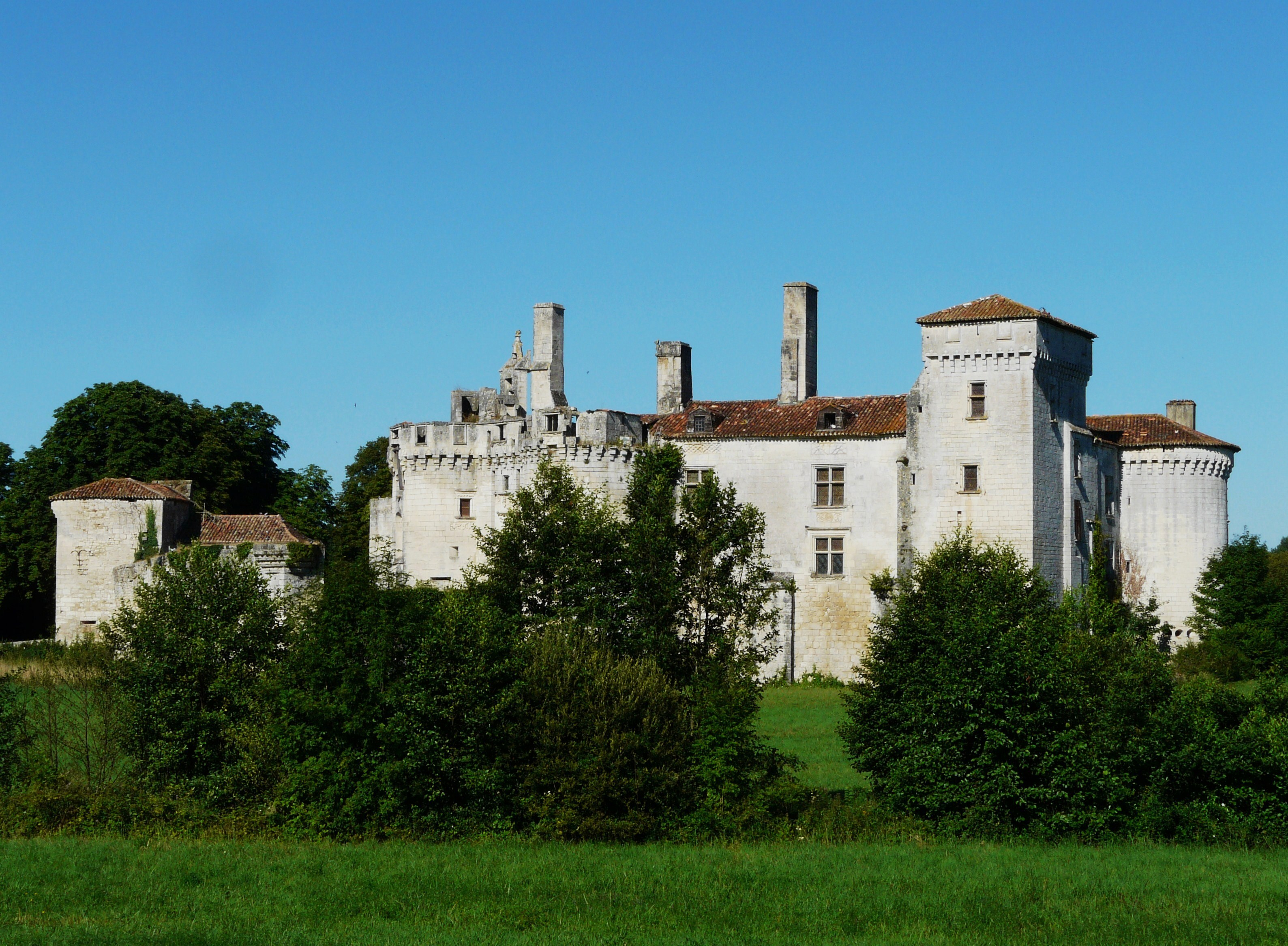
Le château de Mareuil.